# Kristoffer Haugen
Kristoffer Haugen (Stavanger, 21 de febrero de 1994) es un futbolista noruego que juega de defensa en el Viking FK de la Eliteserien.

## Selección nacional
Haugen fue internacional sub-17, sub-18, sub-19 y sub-21 con la selección de fútbol de Noruega.

## Clubes
| Club      | País    | Año       |
| --------- | ------- | --------- |
| Viking FK | Noruega | 2012-2018 |
| Molde FK  | Noruega | 2018-2025 |
| Viking FK | Noruega | 2025-act. |

## Palmarés

### Títulos nacionales
| Título          | Club     | País    | Año  |
| --------------- | -------- | ------- | ---- |
| Eliteserien     | Molde FK | Noruega | 2019 |
| Copa de Noruega | Molde FK | Noruega | 2021 |
| Eliteserien     | Molde FK | Noruega | 2022 |
| Copa de Noruega | Molde FK | Noruega | 2023 |